# Horace Vernet
Émile Jean-Horace Vernet (Paris, 30 de junho de 1789 – Paris, 17 de janeiro de 1863) foi um pintor francês, renomado por seus panoramas de batalhas, retratos e assuntos orientalistas. Filho de Carle Vernet, outro pintor renomado, Émile Jean-Horace Vernet especializou-se na glorificação da era napoleônica e posteriormente também esteve a serviço de Luís Filipe e de Napoleão III.
Vernet rapidamente desenvolveu um desdém pela grandeza mental da arte acadêmica francesa, influenciada pelo classicismo, e decidiu pintar assuntos da vida contemporânea. Durante o início de sua carreira, quando Napoleão Bonaparte estava no poder, ele começou a descrever os soldados franceses de uma forma mais familiar, rompendo com o idealismo tradicional da arte naquele período. Algumas de suas pinturas que representam os soldados franceses, em um estilo mais direto, incluem Cachorro do Regimento, Cavalo da trompetista e Morte de Poniatowski.
Ele ganhou reconhecimento durante a Restauração Bourbon por uma série de pinturas de batalha encomendadas pelo duque d'Orleans, o futuro rei Luís Filipe I. Os críticos ficaram maravilhados com a incrível velocidade com que ele pintou. Muitas de suas pinturas feitas durante esta fase inicial de sua carreira foram "conhecidas por sua precisão histórica, bem como suas paisagens carregadas". Exemplos de pinturas desse estilo incluem sua série Four Battles: A Batalha de Jemappes (1821), A Batalha de Montmirail (1822), A Batalha de Hanau (1824) e A Batalha de Valmy (1826).
No decorrer de sua longa trajetória, Horace Vernet foi homenageado com dezenas de comissões importantes. O rei Luís Filipe I era um dos seus patronos mais prolíficos. Suas representações de batalhas argelinas, como a Captura da Smahla e a Captura de Constantino, foram bem recebidas, pois eram representações vívidas pelo exército francês no calor da batalha. Após a queda da Monarquia de Julho durante a Revolução de 1848, Vernet descobriu um novo patrono em Napoleão III da França. Ele continuou a pintar representações do heroico exército francês durante o Segundo Império e manteve seu compromisso de representar a guerra de maneira acessível e realista. Ele acompanhou o exército francês durante a Guerra da Crimeia, produzindo várias pinturas, incluindo uma da Batalha da Alma, que não foi tão bem recebida como suas pinturas anteriores. Uma anedota bem conhecida sustenta que, quando Vernet foi convidado a remover um determinado general desagradável de uma de suas pinturas, ele respondeu: "Eu sou pintor de história, senhor e não violarei a verdade", demonstrando a sua fidelidade com a representação real da guerra.
Vernet morreu em Paris, sua cidade natal, no ano de 1863.

## Galeria

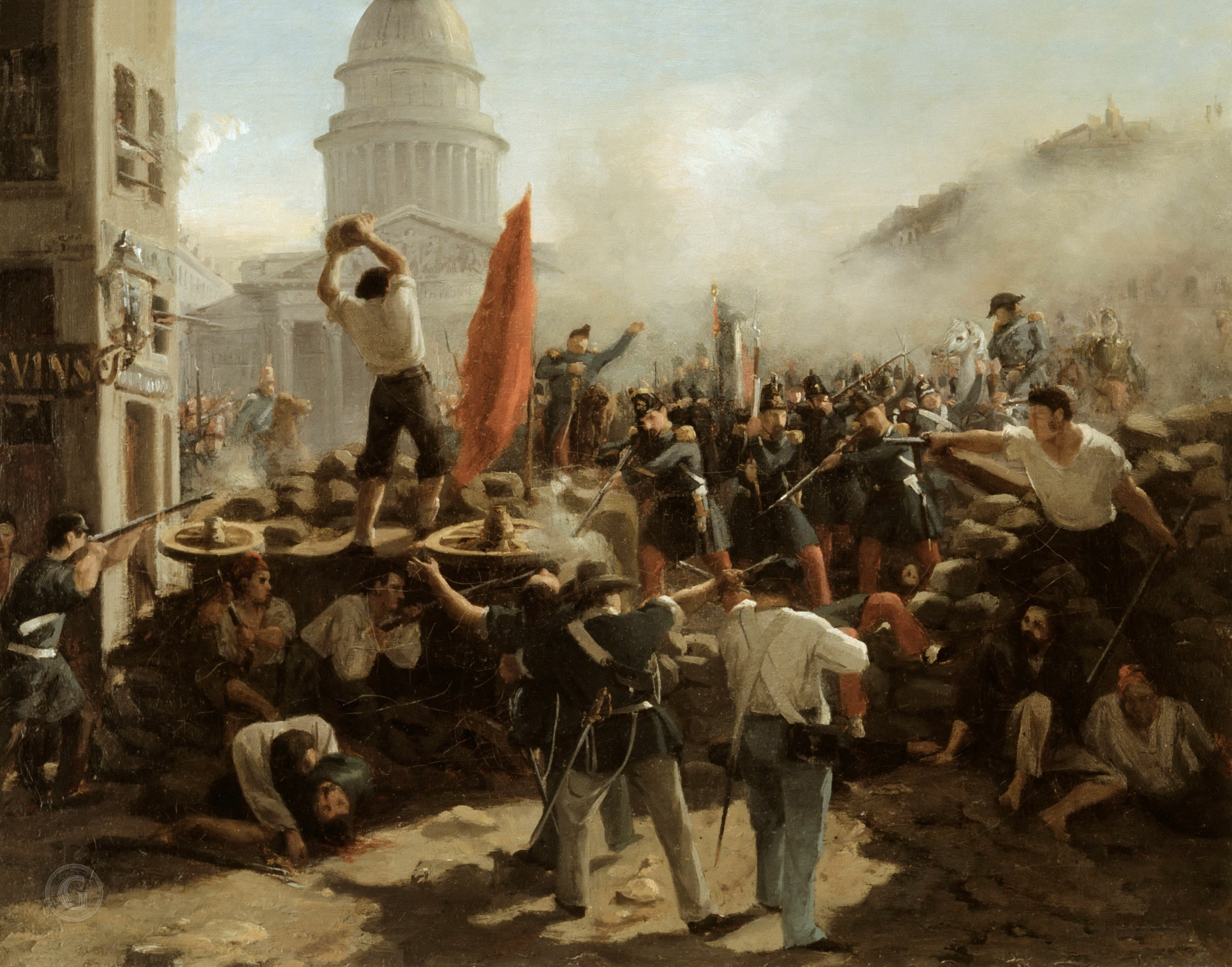
Barricada na rua Soufflot
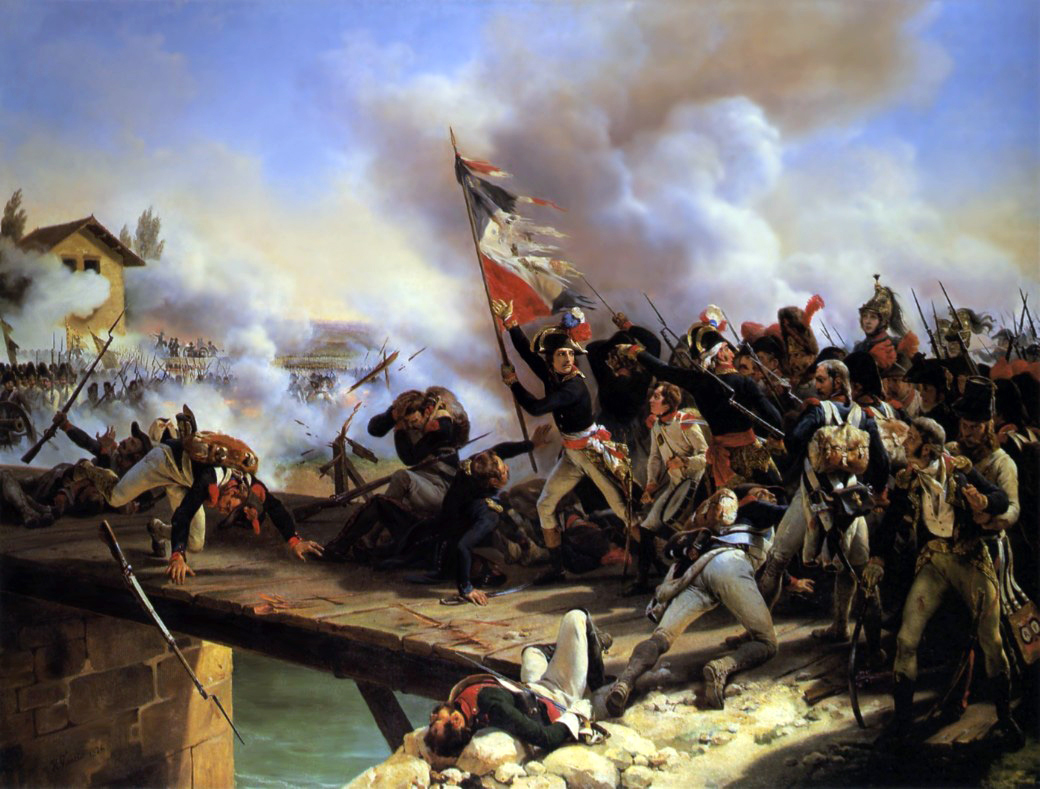
Bonaparte na pont d'Arcole.
Anjo da morte.
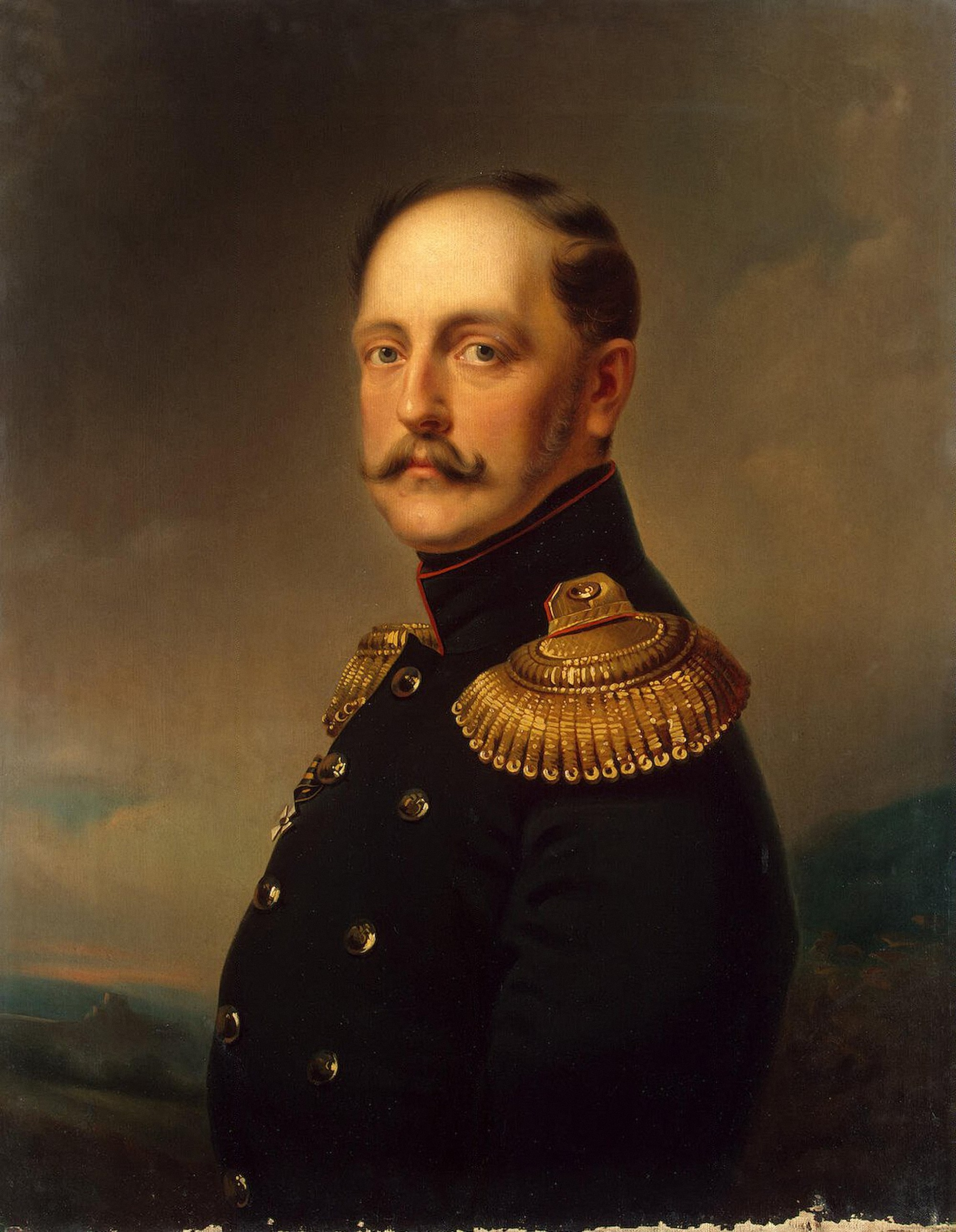
Nicolau I da Rússia
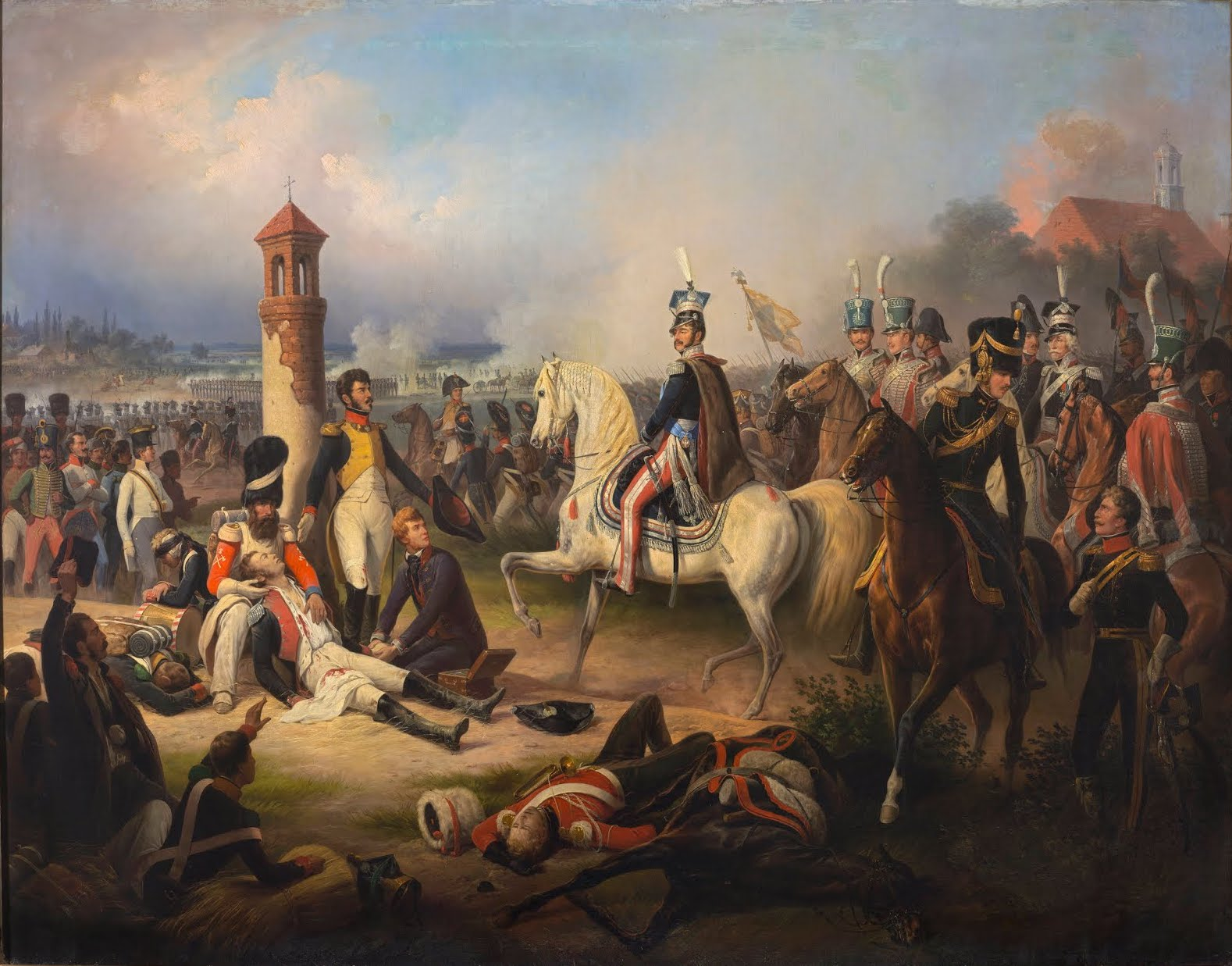
Morte de Cipriano Godebski em Raszyn.